# Leo Götz
Leonhard (Leo) Götz (* 15. März 1883 in Weiden in der Oberpfalz; † 3. November 1962 in Hof) war ein bayerischer Künstler.

## Leben
Nach dem Studium der Malerei an der königlich-bayerischen Akademie der Bildenden Künste München bei Martin von Feuerstein war er seit 1914 in Hof aktiv. Er war dort vielfältig tätig. Unter anderem sind Ölgemälde, Aquarelle, Rötelzeichnungen, Bauernschränke und auch die Gestaltung ganzer sakraler und weltlicher Innenensembles in seinem Œuvre. Besondere Einflüsse gewann er aus dem Jugendstil, dem Symbolismus und der klassischen Münchner Landschaftsmalerschule. Er arbeitete eng mit seinem ebenfalls malenden Bruder Eduard Götz in Weiden und dem Bildhauer Wilhelm Vierling (Christuskreuz über dem Chor der Hofer Stadtkirche St. Marien) zusammen.
Eines seiner Werke von 1941/42 zeigt Steinmetze als idealisierte deutsche Arbeiter. Es befand sich als Wandbild im Verwaltungsgebäude im KZ Flossenbürg und ist heute Teil der Ausstellung der Gedenkstätte. KZ-Häftlinge sind nicht abgebildet.

## Hauptwerke
- Innendekoration der Stadtkirche St. Marien in Hof.
- Treppenhaus der Panda-Schuhfabrik in Naila.